# Corpus Christi en Tarragona
La solemnidad del Corpus Christi en Tarragona pertenece al ciclo anual de celebraciones de esta localidad. Tiene lugar entre los meses de mayo y junio. Es una de las fiestas más antiguas que aún se organizan y viven en esta ciudad. Junto a la de las Fiestas de Santa Tecla de Tarragona, la procesión del Corpus es una de las más antiguas de la ciudad, ya que se ha celebrado ininterrumpidamente desde el siglo XIV.